# Municipio de Pliny
El municipio de Pliny (en inglés: Pliny Township) es un municipio ubicado en el condado de Aitkin en el estado estadounidense de Minnesota. En el año 2010 tenía una población de 109 habitantes y una densidad poblacional de 1,16 personas por km².

## Geografía
El municipio de Pliny se encuentra ubicado en las coordenadas 46°18′18″N 93°13′50″O / 46.30500, -93.23056. Según la Oficina del Censo de los Estados Unidos, el municipio tiene una superficie total de 94.2 km², de la cual 94,03 km² corresponden a tierra firme y (0,18 %) 0,17 km² es agua.

## Demografía
Según el censo de 2010, había 109 personas residiendo en el municipio de Pliny. La densidad de población era de 1,16 hab./km². De los 109 habitantes, el municipio de Pliny estaba compuesto por el 98,17 % blancos, el 0,92 % eran afroamericanos, el 0,92 % eran de otras razas. Del total de la población el 0,92 % eran hispanos o latinos de cualquier raza.